# Shotts
Shotts (in gaelico scozzese: Na Seots) è una cittadina di circa 8.800 abitanti della Scozia meridionale, facente parte dell'area di consiglio del Lanarkshire Settentrionale (North Lanarkshire).
Tra gli inizi del XIX secolo e la metà del XX secolo, era un importante centro industriale per la lavorazione del ferro e dell'acciaio.

## Geografia fisica
Shotts si trova a circa metà strada tra Glasgow ed Edimburgo.

## Storia
In origine la cittadina era nota come Kirk o' Shotts e si trovava a circa due miglia più a nord rispetto alla posizione geografica attuale.
Alla fine del XIII secolo, fu fondata una chiesa in loco da Archibald Douglas, III conte di Douglas.
Agli inizi del XVI secolo, l'area attorno Kirk o' Shotts divenne nota come il luogo di caccia di un personaggio leggendario, un gigante chiamato Bertram de Shotts.
Nel 1802, una brughiera situata a due miglia a sud di Kirk o' Shotts iniziò ad essere sfruttata fino a diventare un centro industriale per la produzione lavorazione del ferro. In seguito, venne prodotto e lavorato anche l'acciaio. Così, Shotts divenne un importante centro industriale in questo settore, tanto che alla fine del XIX secolo vigeva il motto "Shotts lights the world".
Così, Shotts divenne un importante centro industriale in questo settore, tanto che alla fine del XIX secolo vigeva il motto "Shotts lights the world". La produzione e lavorazione del ferro a Shotts cessò però nel 1954.

## Monumenti e luoghi d'interesse

### Architetture religiose
A Shotts si trova una chiesa risalente al 1821.

## Società

### Evoluzione demografica
Al censimento del 2011, Shotts contava una popolazione pari a 8.801 abitanti
La località ha conosciuto un lieve incremento demografico rispetto al 2001, quando contava una popolazione pari a 8.780 abitanti.

## Sport
- Shotts Bon Accord Football Club, squadra di calcio[4]